# فرودگاه منورکا
فرودگاه منورکا (به انگلیسی: Menorca Airport) یک فرودگاه همگانی مسافربری با کد یاتا MAH است که یک باند فرود آسفالت دارد و طول باند آن ۲۱۰۰ متر است. این فرودگاه در کشور اسپانیا قرار دارد و در ارتفاع ۹۲ متری از سطح دریا واقع شده‌است.

## شرکت‌های هواپیمایی و مقصدهای پروازی
| شرکت‌های هواپیمایی                                     | مقصدهای پروازی |
| ----------------------------------------------------- | --- |
| آدریا ایرویز                                          | چارتر فصلی: لیوبلیانا |
| ایر اروپا                                             | پالما د مایورکا فصلی: بارسلونا-ال پرات، لیسبون پورتلا |
| آلبااستار                                             | چارتر: اوریو آل سریو، بلوونی گوگلیلمو مارکونی، میلانو مالپنسا، ورونا |
| آلیتالیا                                              | فصلی: لینیت، لئوناردو دا وینچی-فیومیچینو |
| ای‌اس‌ال ایرلاینز ایرلند                                | چارتر فصلی: دوبلین |
| آسترین ایرلاینز                                       | فصلی: وین |
| بلو پاناروما ایرلاینز اجرا توسط بلو پاناروما ایرلاینز | فصلی: لئوناردو دا وینچی-فیومیچینو |
| Braathens Regional Aviation                           | چارتر فصلی: بیلاند، کپنهاگ، گوتنبرگ-لاندوتر، مالمو |
| بریتیش ایرویز                                         | فصلی: هیترو لندن |
| بریتیش ایرویز اجرا توسط بی‌ای سیتی‌فلایر                | فصلی: لندن سی‌تی چارتر فصلی: آبردین، ادینبرو، گلاسگو |
| ایزی‌جت                                                | فصلی: بریستول، جان لنون لیورپول، گاتویک، لوتن لندن، جنوبی لندن، استانستد لندن، لیون-سینت اگزوپری، میلانو مالپنسا، ناپل، شارل دوگل پاریس، تولوز-بلانیاک                                  |
| easyJet Switzerland                                   | فصلی: ژنو |
| انتر ایر                                              | چارتر فصلی: کاتوویتس، شوپن ورشو |
| یورو وینگز                                            | فصلی: دوسلدورف |
| یورو وینگز اجرا توسط جرمن‌وینگز                        | فصلی: کلن بن |
| فن‌ایر                                                 | فصلی: هلسینکی |
| فلای‌بی                                                | چارتر فصلی: گلاسگو |
| ایبریا ایرلاین اجرا توسط ایر نوستروم                  | مادرید-باراخاس، پالما د مایورکا، والنسیا فصلی: آلیکانته-الچه، ایبیزا، لیسبون پورتلا، پامپلونا، فرنسیسکو جسا کارنئیرو                                                                    |
| جت۲.کام                                               | فصلی: بلفاست، بیرمنگام ایست میدلند، ادینبرو، گلاسگو، لیدز برادفورد، استانستد لندن، منچستر، نیوکاسل                                                                                      |
| لوفت‌هانزا                                             | فصلی: فرانکفورت |
| مریدیانا                                              | فصلی: اوریو آل سریو، ناپل، لئوناردو دا وینچی-فیومیچینو |
| مریدیانا اجرا توسط ایر ایتالیا                        | فصلی: بلوونی گوگلیلمو مارکونی |
| مونارک ایرلاینز                                       | گاتویک فصلی: بیرمنگام، لیدز برادفورد، لوتن لندن، منچستر |
| Neos                                                  | فصلی: اوریو آل سریو، بلوونی گوگلیلمو مارکونی، میلانو مالپنسا، تورین کاسله، ونیز مارکو پولو، ورونا                                                                                       |
| نروجین ایر شاتل                                       | فصلی: گاردرموئن اسلو چارتر فصلی: ورنس تروندهایم |
| Orbest                                                | چارتر فصلی: فرنسیسکو جسا کارنئیرو |
| پریمرا ایر                                            | فصلی: بیلاند، کپنهاگ |
| رایان‌ایر                                              | فصلی: بارسلونا-ال پرات، ایست میدلند، مادرید-باراخاس، والنسیا |
| اسکای‌ورک ایرلاینز                                     | فصلی: برن |
| اسمارت‌وینگز اجرا توسط تراول سرویس                     | فصلی: ام. آر. استفانیک |
| تاپ پرتغال                                            | چارتر فصلی: فرنسیسکو جسا کارنئیرو |
| Thomas Cook Airlines                                  | فصلی: بلفاست، بیرمنگام، بریستول، کاردیف، ایست میدلند، گلاسگو، گاتویک، لوتن لندن، استانستد لندن، منچستر، نیوکاسل                                                                         |
| Thomson Airways                                       | فصلی: بلفاست، بیرمنگام، بورنموث، بریستول، کاردیف، دونکاستر شفیلد رابین‌هود، ایست میدلند، ادینبرو، اکستر، گلاسگو، لیدز برادفورد، گاتویک، لوتن لندن، استانستد لندن، منچستر، نیوکاسل، نوریچ |
| ترانساویا.کام                                         | فصلی: اسخیپول آمستردام |
| تراول سرویس ایرلاینز                                  | فصلی: پراگ رازیون، ام. آر. استفانیک |
| TUI fly Belgium                                       | فصلی: بروکسل چارتر فصلی: بوردو–مریگناک, تولوز-بلانیاک |
| تی‌یوآی‌فلای                                            | فصلی: بازل-مولوز-فرایبورگ اروپا، کلن بن، دوسلدورف، فرانکفورت، هانوفر، مونیخ، نورنبرگ، اشتوتگارت                                                                                         |
| تی‌یوآی ایرلاینز نیدرلندز                              | فصلی: اسخیپول آمستردام |
| ولوتی                                                 | فصلی: آستوریاس، کریستف کلمب جنوا، نانت آتلانتیک، سانتاندر، ورونا، ساراگوسا |
| ویولینگ                                               | بارسلونا-ال پرات فصلی: آلیکانته-الچه, بیلبائو، بلوونی گوگلیلمو مارکونی، مادرید-باراخاس، مالاگا، اورلی، لئوناردو دا وینچی-فیومیچینو، سن پابلو                                            |